# Hollen
Hollen este o comună din landul Saxonia Inferioară, Germania.